# Liste der Botschafter der Vereinigten Staaten in Ägypten
Die Liste der Botschafter der Vereinigten Staaten in Ägypten enthält sämtliche Leiter der US-amerikanischen Vertretung in Kairo seit der Aufnahme diplomatischer Beziehungen im Jahre 1848. In Folge des Sechstagekrieges unterbrach die ägyptische Regierung am 6. Juni 1967 die diplomatischen Beziehungen zu den Vereinigten Staaten und nahm sie erst am 28. Februar 1974, fünf Monate nach Beendigung des Jom-Kippur-Krieges, wieder auf.

## Missionschefs
| Titel                                                     | Name (Lebensdaten)                      | US-Bundesstaat       | Ernennung     | Akkreditierung | Abberufung    | Bemerkungen |  |
| --------------------------------------------------------- | --------------------------------------- | -------------------- | ------------- | -------------- | ------------- | --- |  |
| Generalkonsul                                             | Daniel Smith McCauley († 1852)          | Pennsylvania         | 14. Aug. 1848 | 17. März 1849  | 24. Okt. 1852 | im Dienst verstorben                                                                                               |  |
| Generalkonsul                                             | Richard B. Jones                        | Pennsylvania         | 28. Dez. 1852 | 7. Mai 1853    | 14. Dez. 1853 | wurde abgelöst |  |
| Generalkonsul                                             | Edwin de Leon (1818–1891)               | South Carolina       | 24. Mai 1853  | 14. Dez. 1853  | 4. März 1861  | zurückgetreten |  |
| Generalkonsul                                             | William Sydney Thayer (1830–1864)       |                      | 20. März 1861 | 1. Juli 1861   | 10. Apr. 1864 | im Dienst verstorben                                                                                               |  |
| Generalkonsul                                             | Charles Hale (1831–1882)                | Massachusetts        | 18. Mai 1864  | 15. Okt. 1864  | 23. Mai 1870  | wurde abberufen |  |
| Generalkonsul                                             | George Harris Butler († 1886)           | Kalifornien          | 15. März 1870 | 2. Juni 1870   | 16. Juli 1872 | verließ Ägypten |  |
| Generalkonsul                                             | Richard Beardsley (1838–1876)           | Indiana              | 23. Juli 1872 | 24. Sep. 1872  | 23. Jan. 1876 | im Dienst verstorben                                                                                               |  |
| Generalkonsul                                             | Elbert Eli Farman (1831–1911)           | New York             | 27. März 1876 | 17. Juli 1876  | 17. Mai 1881  | aus dem Dienst ausgeschieden                                                                                       |  |
| Generalkonsul                                             | Simon Wolf (1836–1923)                  | District of Columbia | 30. Juni 1881 | 22. Okt. 1881  | 27. März 1882 | aus dem Dienst ausgeschieden                                                                                       |  |
| Generalkonsul                                             | George Potwin Pomeroy (1837–1887)       | New Jersey           | 1. Juli 1882  | 16. Dez. 1882  | 20. Juli 1884 | aus dem Dienst ausgeschieden                                                                                       |  |
| Generalkonsul                                             | John Cardwell (1837–1893)               | Texas                | 2. Okt. 1885  | 19. Apr. 1886  | 7. Okt. 1889  | verließ Ägypten |  |
| Generalkonsul                                             | Eugene Schuyler (1840–1890)             | New York             | 26. Juni 1889 | 23. Nov. 1889  | 2. Juli 1890  | aus dem Dienst ausgeschieden                                                                                       |  |
| Generalkonsul                                             | John Alexander Anderson (1834–1892)     | Kansas               | 27. Feb. 1891 | 13. Juli 1891  | 21. Apr. 1892 | aus dem Dienst ausgeschieden                                                                                       |  |
| Generalkonsul                                             | Edward Campbell Little (1858–1924)      | Kansas               | 15. Nov. 1892 | 22. Apr. 1893  | 22. Aug. 1893 | zurückgetreten |  |
| Generalkonsul                                             | Frederic Courtland Penfield (1855–1922) | Pennsylvania         | 13. Mai 1893  | 11. Dez. 1893  | 17. Juni 1897 | zurückgetreten |  |
| Generalkonsul                                             | Thomas Skelton Harrison (1837–1919)     | Pennsylvania         | 22. Apr. 1897 | 23. Dez. 1897  | 22. März 1899 | verließ Ägypten |  |
| Generalkonsul                                             | John G. Long (1846–1903)                | Florida              | 30. Okt. 1899 | 2. Apr. 1900   | 15. Juli 1903 | aus dem Dienst ausgeschieden                                                                                       |  |
| Generalkonsul                                             | John Wallace Riddle (1864–1941)         | Minnesota            | 8. Sep. 1903  | 28. März 1904  | 9. Juni 1905  | aus dem Dienst ausgeschieden                                                                                       |  |
| Generalkonsul                                             | Lewis Morris Iddings (1850–1921)        | New York             | 23. März 1905 | 23. Dez. 1905  | 14. Apr. 1910 | aus dem Dienst ausgeschieden                                                                                       |  |
| Generalkonsul                                             | Peter Augustus Jay (1877–1933)          | Rhode Island         | 21. Dez. 1909 | 28. Nov. 1910  | 8. Okt. 1913  | aus dem Dienst ausgeschieden                                                                                       |  |
| Generalkonsul                                             | Olney Arnold (1861–1916)                | Rhode Island         | 2. Sep. 1913  | 23. März 1914  | 8. Jan. 1916  | zurückgetreten |  |
| Generalkonsul                                             | Hampson Gary (1873–1952)                | Texas                | 2. Okt. 1917  | 7. Feb. 1918   | 7. Dez. 1919  | aus dem Dienst ausgeschieden                                                                                       |  |
| Generalkonsul                                             | Carroll Sprigg (1880–1944)              | Ohio                 | 11. Mai 1920  | 2. Aug. 1920   | 31. Okt. 1921 | zurückgetreten |  |
| Außerordentlicher Gesandter und bevollmächtigter Minister | Joseph Morton Howell (1863–1937)        | Ohio                 | 21. Juni 1922 | 28. Aug. 1922  | 6. Juli 1927  | verließ Ägypten |  |
| Außerordentlicher Gesandter und bevollmächtigter Minister | Franklin Mott Gunther (1885–1941)       | Virginia             | 5. Apr. 1928  | 19. Juli 1928  | 30. Juli 1930 | verließ Ägypten |  |
| Außerordentlicher Gesandter und bevollmächtigter Minister | William Marion Jardine (1874–1955)      | Kansas               | 21. Juli 1930 | 13. Okt. 1930  | 5. Sep. 1933  | verließ Ägypten |  |
| Außerordentlicher Gesandter und bevollmächtigter Minister | Bert Fish (1875–1943)                   | Florida              | 6. Sep. 1933  | 2. Dez. 1933   | 28. Feb. 1941 | aus dem Dienst ausgeschieden                                                                                       |  |
| Außerordentlicher Gesandter und bevollmächtigter Minister | Alexander Comstock Kirk (1888–1979)     | Illinois             | 11. Feb. 1941 | 29. März 1941  | 29. Apr. 1944 | aus dem Dienst ausgeschieden                                                                                       |  |
| Außerordentlicher Gesandter und bevollmächtigter Minister | Somerville Pinkney Tuck (1891–1967)     | New York             | 4. Mai 1944   | 14. Juni 1944  |               | zum außerordentlichen und bevollmächtigten Botschafter befördert                                                   |  |
| Außerordentlicher und bevollmächtigter Botschafter        | Somerville Pinkney Tuck (1891–1967)     | New York             | 19. Sep. 1946 | 10. Okt. 1946  | 30. Mai 1948  | aus dem Dienst ausgeschieden                                                                                       |  |
| Außerordentlicher und bevollmächtigter Botschafter        | Stanton Griffis (1887–1974)             | Connecticut          | 7. Juli 1948  | 2. Sep. 1948   | 18. März 1949 | aus dem Dienst ausgeschieden                                                                                       |  |
| Außerordentlicher und bevollmächtigter Botschafter        | Jefferson Caffery (1886–1974)           | Louisiana            | 9. Juli 1949  | 29. Sep. 1949  | 11. Jan. 1955 | verließ Ägypten |  |
| Außerordentlicher und bevollmächtigter Botschafter        | Henry Alfred Byroade (1913–1993)        | Indiana              | 24. Jan. 1955 | 7. März 1955   | 10. Sep. 1956 | aus dem Dienst ausgeschieden                                                                                       |  |
| Außerordentlicher und bevollmächtigter Botschafter        | Raymond Arthur Hare (1901–1994)         | West Virginia        | 14. Aug. 1956 | 25. Sep. 1956  | 18. Dez. 1959 | aus dem Dienst ausgeschieden; seit 19. März 1958 beauftragt als Botschafter in der Vereinigten Arabischen Republik |  |
| Außerordentlicher und bevollmächtigter Botschafter        | George Frederick Reinhardt (1911–1971)  | Kalifornien          | 27. Jan. 1960 | 22. März 1960  | 6. Mai 1961   | aus dem Dienst ausgeschieden; beauftragt als Botschafter in der Vereinigten Arabischen Republik                    |  |
| Außerordentlicher und bevollmächtigter Botschafter        | John Stothoff Badeau (1903–1995)        | New York             | 29. Mai 1961  | 19. Juli 1961  | 9. Juni 1964  | aus dem Dienst ausgeschieden; beauftragt als Botschafter in der Vereinigten Arabischen Republik                    |  |
| Außerordentlicher und bevollmächtigter Botschafter        | Lucius Durham Battle (1918–2008)        | Florida              | 31. Juli 1964 | 22. Sep. 1964  | 5. März 1967  | aus dem Dienst ausgeschieden; beauftragt als Botschafter in der Vereinigten Arabischen Republik                    |  |
| Außerordentlicher und bevollmächtigter Botschafter        | Hermann Frederick Eilts (1922–2006)     | Pennsylvania         | 19. März 1974 | 20. Apr. 1964  | 20. Mai 1979  | aus dem Dienst ausgeschieden                                                                                       |  |
| Außerordentlicher und bevollmächtigter Botschafter        | Alfred Leroy Atherton (1921–2002)       | Florida              | 17. Mai 1979  | 2. Juli 1979   | 12. Nov. 1983 | aus dem Dienst ausgeschieden                                                                                       |  |
| Außerordentlicher und bevollmächtigter Botschafter        | Nicholas Alexander Veliotes (1928-)     | Kalifornien          | 7. Okt. 1983  | 24. Nov. 1983  | 1. Apr. 1986  | aus dem Dienst ausgeschieden                                                                                       |  |
| Außerordentlicher und bevollmächtigter Botschafter        | Frank George Wisner (1938-)             | District of Columbia | 18. Aug. 1986 | 28. Aug. 1986  | 6. Juni 1991  | aus dem Dienst ausgeschieden                                                                                       |  |
| Außerordentlicher und bevollmächtigter Botschafter        | Robert Halsey Pelletreau (1935-)        | Connecticut          | 2. Juli 1991  | 12. Sep. 1991  | 11. Dez. 1993 | aus dem Dienst ausgeschieden                                                                                       |  |
| Außerordentlicher und bevollmächtigter Botschafter        | Edward S. Walker (1940-)                | Maryland             | 9. Mai 1994   | 20. Juli 1994  | 7. Dez. 1997  | aus dem Dienst ausgeschieden                                                                                       |  |
| Außerordentlicher und bevollmächtigter Botschafter        | Daniel Charles Kurtzer (1949-)          | Maryland             | 10. Nov. 1997 | 13. Jan. 1998  | 22. Juni 2001 | aus dem Dienst ausgeschieden                                                                                       |  |
| Außerordentlicher und bevollmächtigter Botschafter        | Charles David Welch (1953-)             | Virginia             | 12. Juli 2001 | 22. Sep. 2001  | 15. März 2005 | aus dem Dienst ausgeschieden                                                                                       |  |
| Außerordentlicher und bevollmächtigter Botschafter        | Francis J. Ricciardone (1952-)          | Massachusetts        | 2. Aug. 2005  | 13. Nov. 2005  | 18. Apr. 2008 | |  |
| Außerordentlicher und bevollmächtigter Botschafter        | Margaret Scobey (1949-)                 | Tennessee            | 17. März 2008 | 16. Juni 2008  | 30. Juni 2011 | aus dem Dienst ausgeschieden                                                                                       |  |
| Außerordentlicher und bevollmächtigter Botschafter        | Anne Woods Patterson (1949-)            | Virginia             | 5. Juli 2011  | 18. Aug. 2011  | 31. Aug. 2013 | wurde Assistant Secretary of State                                                                                 |  |
| Außerordentlicher und bevollmächtigter Botschafter        | Robert Stephen Beecroft (1957-)         | Utah                 | 26. Juni 2014 |                | 1. Juli 2017  | |  |
| Außerordentlicher und bevollmächtigter Botschafter        | Jonathan R. Cohen                       | Kalifornien          | 1. Aug. 2019  |                | 31. März 2022 | |  |
| Chargé d'Affaires ad interim                              | Daniel Rubinstein (1967–)               | Virginia             | 23. Aug. 2022 |                |               | |  |
|                                                           | John Desrocher                          | New York             | 26. Apr. 2023 |                | 12. Aug. 2023 | |  |
|                                                           | Evyenia Sidereas                        |                      | 12. Aug. 2023 |                | 9. Okt. 2023  | |  |
|                                                           | A. Elizabeth Jones                      |                      | 9. Okt. 2023  |                | 15. Nov. 2023 | als Diplomatentochter in München geboren, teilweise in Berlin und Moskau aufgewachsen                              |  |
| Außerordentlicher und bevollmächtigter Botschafter        | Herro Mustafa (1973– )                  |                      | 1. Nov. 1923  |                |               | gebürtig aus Erbil, Irak                                                                                           |  |